# Distretto di Minamiuwa
Il distretto di Minamiuwa (南宇和郡, Minamiuwa-gun?) è uno dei distretti della prefettura di Ehime, in Giappone.
Attualmente fa parte del distretto solo il comune di Ainan.